# ۱۹۵۰

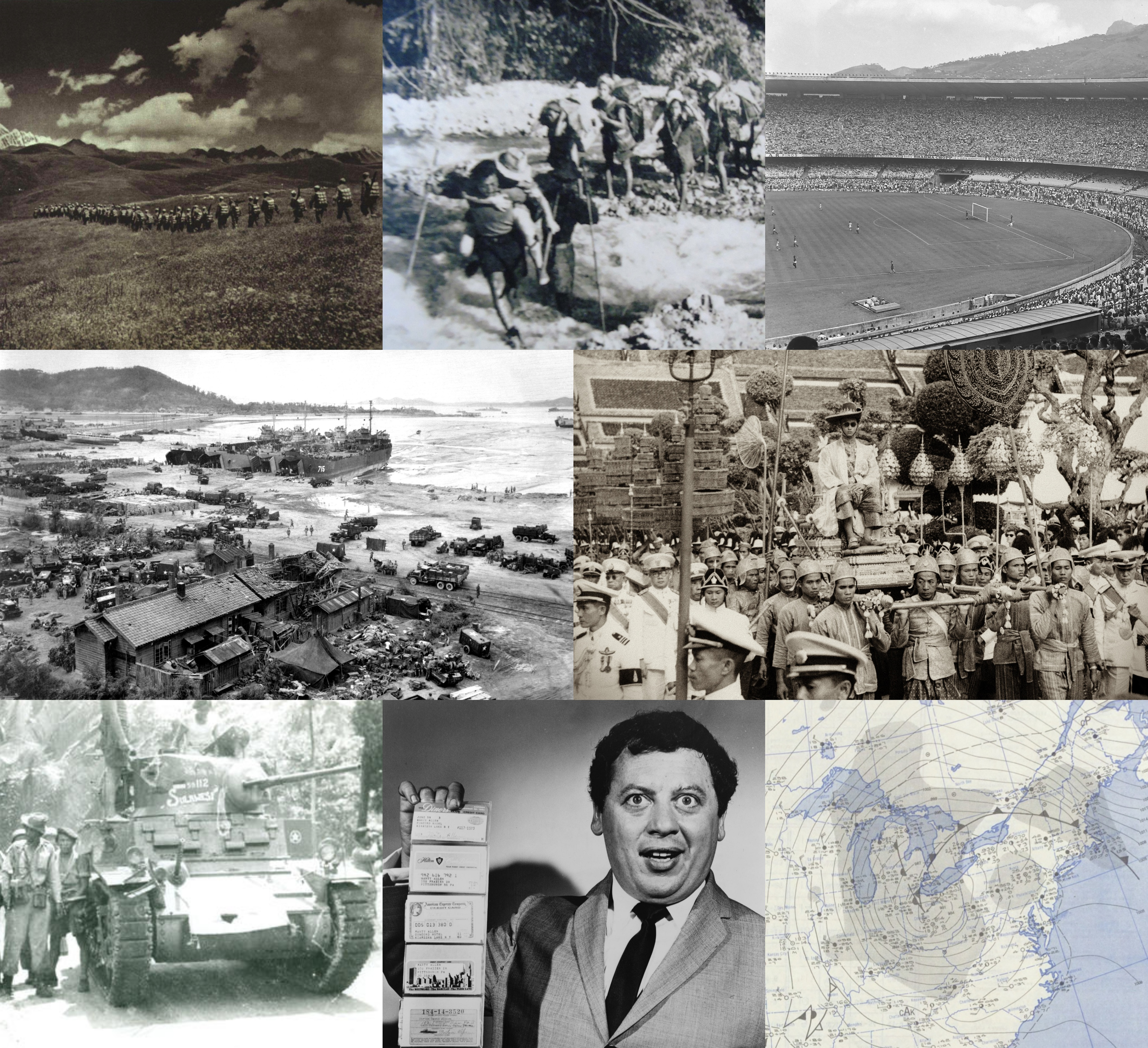

سال ۱۹۵۰ (هزار و نهصد و پنجاه) میلادی، اولین سال از دهه ۱۹۵۰ در سده ۲۰ میلادی و معادل  ۱۳۲۸ و ۱۳۲۹ در تقویم ایرانی بود.

## رویدادها
- کشتار نو گون ری در کره به دست ارتش آمریکا.

## زادروزها
- سپتامبر - عهدیه خوانندهٔ ایرانی
- ۳۱ اکتبر - زها حدید معمار عراقی-بریتانیایی
- ۲۸ نوامبر - اد هریس بازیگر آمریکایی-انگلیسی
- ۱۶ ژانویه – دبی آلن، تهیه‌کننده، طراح رقص، بازیگر، رقاص، و کارگردان آمریکایی
- ۲۳ ژانویه – ریچارد دین اندرسون، تهیه‌کننده و بازیگر آمریکایی
- ۳۰ ژانویه – ترینیداد سیلوا، بازیگر آمریکایی
- ۳ فوریه – مورگان فیرچایلد، بازیگر آمریکایی
- ۶ فوریه – ناتالی کول، خواننده-ترانه‌سرا، ترانه‌سرا، آهنگساز، موسیقی‌دان، بازیگر، و خواننده آمریکایی
- ۱۰ فوریه – مارک اسپیتز، شناگر و ورزشکار آمریکایی
- ۱۵ فوریه – تسوی هارک، فیلمنامه‌نویس، تهیه‌کننده، و کارگردان چینی
- ۲ مارس – کارن کارپنتر، خواننده آمریکایی
- ۱۲ مارس – خاویر کلمنته، بازیکن فوتبال اسپانیایی
- ۱۳ مارس – ویلیام اچ میسی، بازیگر و نویسنده آمریکایی
- ۱۸ مارس – براد دوریف، بازیگر آمریکایی
- ۲۰ مارس – ویلیام هرت، بازیگر آمریکایی
- ۱ آوریل – ساموئل آلیتو، قاضی دستیار در دادگاه عالی آمریکا
- ۸ آوریل – گرژگورژ لاتو، بازیکن فوتبال و ورزشکار لهستانی
- ۱۲ آوریل – دیوید کسیدی، بازیگر و خواننده آمریکایی
- ۱۳ آوریل – ران پرلمن، صداپیشه و بازیگر آمریکایی
- ۱۵ آوریل – ژوزین بالاسکو، فیلمنامه‌نویس، بازیگر، نویسنده، و کارگردان فرانسوی
- ۲۸ آوریل – جی لنو، مجری تلویزیونی، صداپیشه، و بازیگر آمریکایی
- ۵ مه – گوگوش، بازیگر و خواننده ایرانی
- ۲۹ مه – ربی جکسون، خواننده آمریکایی
- ۳۱ مه – گرگوری هریسون، بازیگر آمریکایی
- ۸ ژوئن – کتی بیکر، بازیگر آمریکایی
- ۱۳ ژوئن – بلیندا باور، بازیگر استرالیایی
- ۲۰ ژوئن – نوری مالکی، سیاست‌مدار عراقی
- ۲۴ ژوئن – نانسی آلن، بازیگر و مدل آمریکایی
- ۹ ژوئیه – ویکتور یانوکویچ، سیاست‌مدار و مهندس اوکراینی
- ۱۱ ژوئیه – پرویز هودبهائی، فیزیک‌دان و معلم پاکستانی
- ۱۲ ژوئیه – اریک کار، درامر و موسیقی‌دان آمریکایی
- ۱۳ ژوئیه – مااینگ جیو، سیاست‌مدار تایوانی
- ۲۶ ژوئیه – سوزان جورج (هنرپیشه)، تهیه‌کننده و بازیگر بریتانیایی
- ۲۷ اوت – چارلز فلیشر، صداپیشه، موسیقی‌دان، بازیگر، و ترانه‌سرا آمریکایی
- ۹ سپتامبر – ابراهیم احمد عبد ستار محمد التکریتی، نظامی اهل عراق (د. ۲۰۱۰)
- ۱۰ سپتامبر – جو پری (نوازنده)، گیتاریست آمریکایی
- ۱۷ سپتامبر – نارندرا مودی، نخست‌وزیر ایالت گجرات در باختر هند
- ۲۷ سپتامبر – کری هیرویوکی تاگاوا، تهیه‌کننده و بازیگر آمریکایی
- ۲۸ سپتامبر – جان سیلس، فیلمنامه‌نویس، بازیگر، نویسنده، و کارگردان آمریکایی
- ۱ اکتبر – رندی کواید، بازیگر آمریکایی
- ۳ اکتبر – پاملا هنسلی، بازیگر آمریکایی
- ۵ اکتبر – جف کاناوی، بازیگر آمریکایی
- ۷ اکتبر – جاکایا کی‌کوته، سیاستمدار باسابقه و رئیس‌جمهور کشور تانزانیا
- ۹ اکتبر – جودی ویلیامز، معلم آمریکایی
- ۱۸ اکتبر – وندی واسرستاین، فیلمنامه‌نویس آمریکایی
- ۲۰ اکتبر – تام پتی، خواننده، موسیقی‌دان، گیتاریست، و خواننده-ترانه‌سرا آمریکایی
- ۲۹ اکتبر – عبدالله گل، سیاست‌مدار و دیپلمات اهل ترکیه
- ۱ نوامبر – رابرت لافلین، فیزیک‌دان آمریکایی
- ۳۰ نوامبر – سابهاش چاندرا، کارآفرین و سیاستمدار اهل هند
- ۵ دسامبر – کامرون د لا ایسلا، کمارون ده له ایسلا
- ۱۰ دسامبر – تام تولس، بازیگر آمریکایی
- ۱۳ دسامبر – وندی مالیک، بازیگر و مدل آمریکایی
- ۲۸ دسامبر – آلکس چیلتون، گیتاریست و خواننده آمریکایی

### تاریخ نامعلوم
- آلفرد جاکوبی، معمار اهل آلمان

## مرگ‌ها
- ۸ ژانویه – یوزف شومپیتر، اقتصاددان اتریشی (ز. ۱۸۸۳)
- ۲۱ ژانویه - جورج اورول نویسنده انگلیسی
- ۱۰ مارس – مارگریت د لا موت، بازیگر آمریکایی (ز. ۱۹۰۲)
- ۲۲ مارس – امانوئل مونیه، ژورنالیست و فیلسوف فرانسوی (ز. ۱۹۰۵)
- ۲ آوریل – رجب پکر، سیاست‌مدار اهل ترکیه (ز. ۱۸۸۹)
- ۳ آوریل – کورت وایل، آهنگساز آلمانی (ز. ۱۹۰۰)
- ۷ آوریل – والتر هیوستون، بازیگر کانادایی (ز. ۱۸۸۴)
- ۱۰ آوریل
  - آلفرد فیشر، معمار و استاد دانشگاه اهل آلمان (ز. ۱۸۸۱)
  - فوزی پاشا، سیاست‌مدار اهل ترکیه (ز. ۱۸۷۶)
- ۲۰ مه – جان گولد فلچر، نویسنده آمریکایی (ز. ۱۸۸۶)
- ۸ ژوئیه – هلن هولمز، بازیگر و کارگردان آمریکایی (ز. ۱۸۹۳)
- ۱۲ ژوئیه – السی د ولف، بازیگر آمریکایی (ز. ۱۸۶۵)
- ۲۲ ژوئیه – ویلیام لیون مکنزی کینگ، سیاست‌مدار، اقتصاددان، وکیل، و دیپلمات کانادایی (ز. ۱۸۷۴)
- ۲۷ اوت – چزاره پاوزه، زبان‌شناس، مترجم، نویسنده، و شاعر ایتالیایی (ز. ۱۹۰۸)
- ۲۸ اکتبر – ماوریس کاستلو، بازیگر آمریکایی (ز. ۱۸۷۷)
- ۲۹ اکتبر – گوستاو پنجم سوئد، بازیکن تنیس سوئدی (ز. ۱۸۵۸)
- ۱۵ دسامبر – والابای پاتل، سیاست‌مدار و وکیل هندی (ز. ۱۸۷۵)
- ۳۱ دسامبر – کارل رنر، سیاست‌مدار، کتابدار، و دیپلمات اتریشی (ز. ۱۸۷۰)